# Robin Beck (chanteuse)
Pour les articles homonymes, voir Robin Beck et Beck.
Robin Beck (née le 7 novembre 1954 à Brooklyn, New York) est une chanteuse américaine. Elle est connue pour avoir interprété First Time en 1988, morceau qui a servi pour la publicité commerciale de Coca-Cola et qui s'est classé premier dans les charts en Allemagne de l'Ouest, au Royaume-Uni, en Autriche, en Suisse, en Norvège, deuxième en Suède, et quatrième en France.

## Discographie

### Albums studio
- 1979 : Sweet Talk
- 1989 : Trouble or Nothing
- 1992 : Human Instinct
- 1994 : Can't Get Off
- 2003 : Wonderland
- 2005 : Do You Miss Me
- 2007 : Livin' On A Dream
- 2011 : The Great Escape
- 2013 : Underneath[2]

### Compilations
- 2009 : Trouble or Nothing (20th Anniversary Edition)

### Sessions
Robin Beck a également travaillé durant vingt ans avec des artistes, des producteurs et des compositeurs : Chaka Khan, Joe Lynn Turner, Lisa Dalbello, Humble Pie, Julian Lennon, Leo Sayer, Desmond Child, David Bowie, Peter Wolf, Bill Evans, Arif Mardin, Little Richard, Jimmy Maelen, Melissa Manchester, Cher, George Benson, Will Lee, Brooke Shields, Neil Kernon, Hyram Bullock, Patti Austin, Sérgio Mendes, Bugatti and Musker, Mark Hudson, Bobby McFerrin…